# Sincope (musica)
Nella teoria musicale, la sincope è un effetto che interrompe o altera il flusso regolare ritmico o armonico di un passaggio di una composizione.

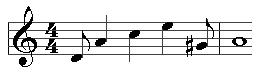
Esempio di sincope

## La sincope ritmica
Sincope è una denominazione attribuita ad un particolare ritmo prodotto dallo spostamento dell'accento ritmico della battuta. L'accento ritmico si sposta, cioè, dal tempo forte o da una parte forte del tempo a un tempo debole o a una parte debole del tempo. I suoni dunque iniziano su un tempo debole (o una parte debole della battuta) e si prolungano sul tempo forte, o sulla parte forte successiva.

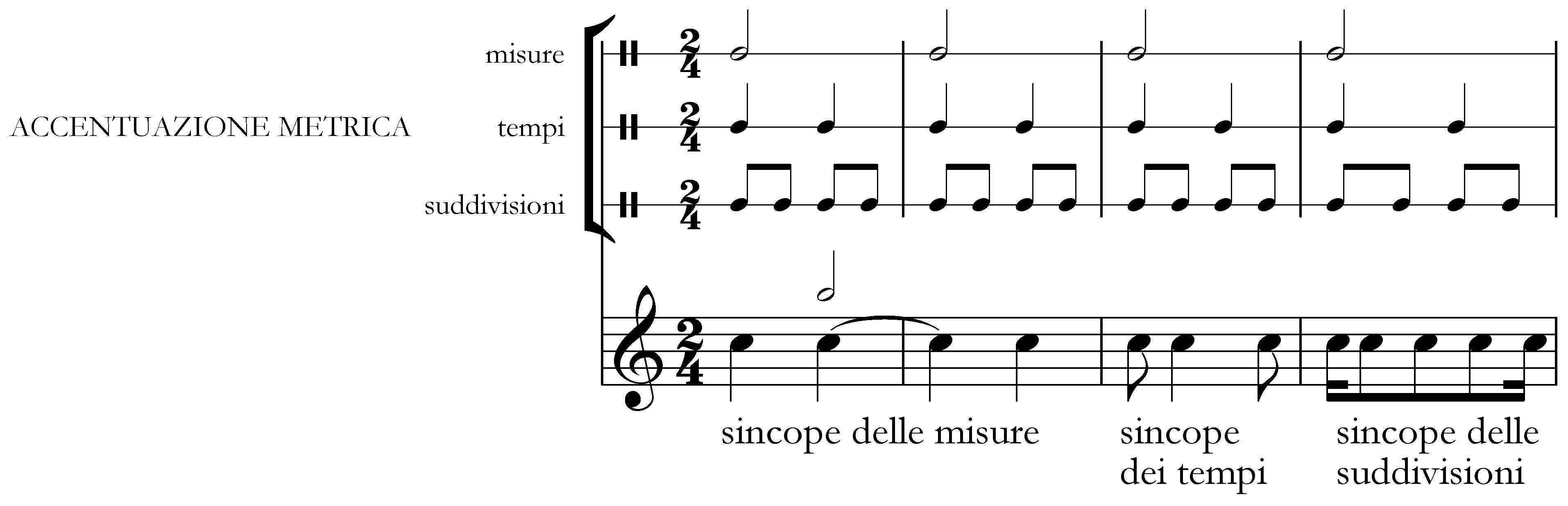
Vari tipi di sincope

Normalmente questo particolare effetto si presenta graficamente nel seguente modo: nota di una certa durata - una o più note di durata doppia - nota di durata uguale alla prima (un esempio può essere: croma - semiminima - croma).
Bisogna prestare particolare attenzione ai ritmi composti (6/8, 9/8 ecc..) e alle loro suddivisioni, poiché in molti casi vi si presenta una figurazione ritmica regolare che in un tempo semplice sarebbe sincopata.

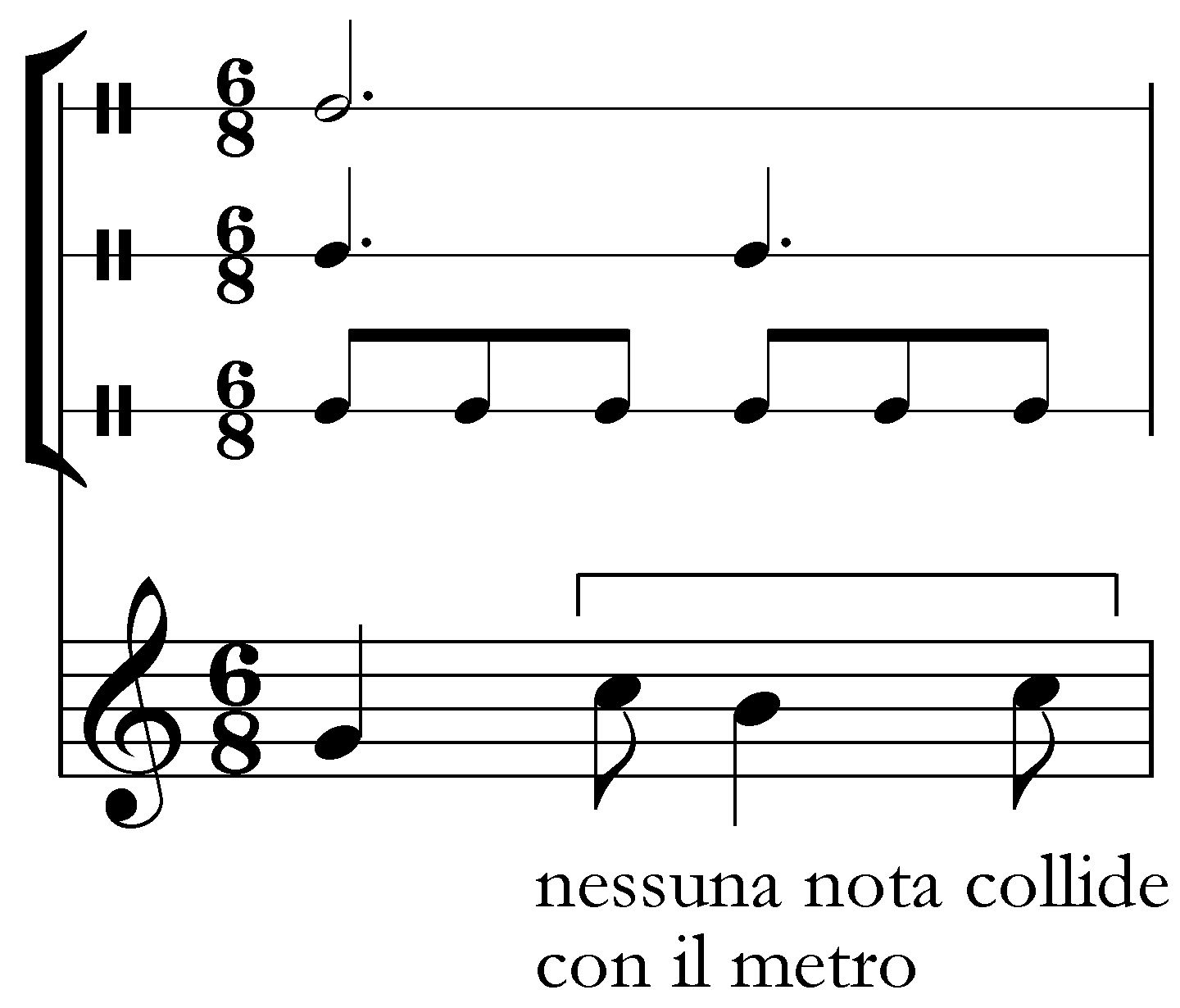
La grafia ricorda quella della sincope ma si tratta invece di un normale ritmo non contrametrico

Nella teoria musicale si usa distinguere la sincope in quattro tipi:
- regolare - quando la figurazione ritmica sincopata è composta da note di valore uguale e quindi lo spostamento dell'accento è sempre, appunto, uguale e regolare;
- irregolare - quando la figurazione ritmica sincopata è composta da note di valore diverso che danno luogo ad uno spostamento d'accento sempre diverso e irregolare;
- semplice - quando si verifica un solo spostamento d'accento;
- composta - quando avviene lo spostamento di più accenti. La sincope composta è anche detta andamento sincopato.

### L'esecuzione della sincope nel solfeggio
Quando si solfeggia una figurazione sincopata senza prestare particolarmente attenzione si tende talvolta ad accentuare in maniera evidente la nota che si prolunga dal tempo debole al tempo forte; questa accentazione tuttavia viene in generale evitata, a meno che non sia espressamente indicata. Esempio:
- Esecuzione esatta: Media:Giusto sinc.MID
- Esecuzione errata: Media:Sbagliato sinc.MID

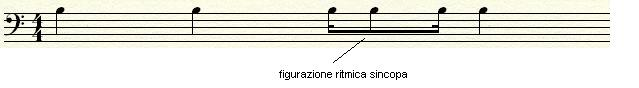
Una battuta di 4/4 contenente una figurazione ritmica sincopata

### Il controtempo

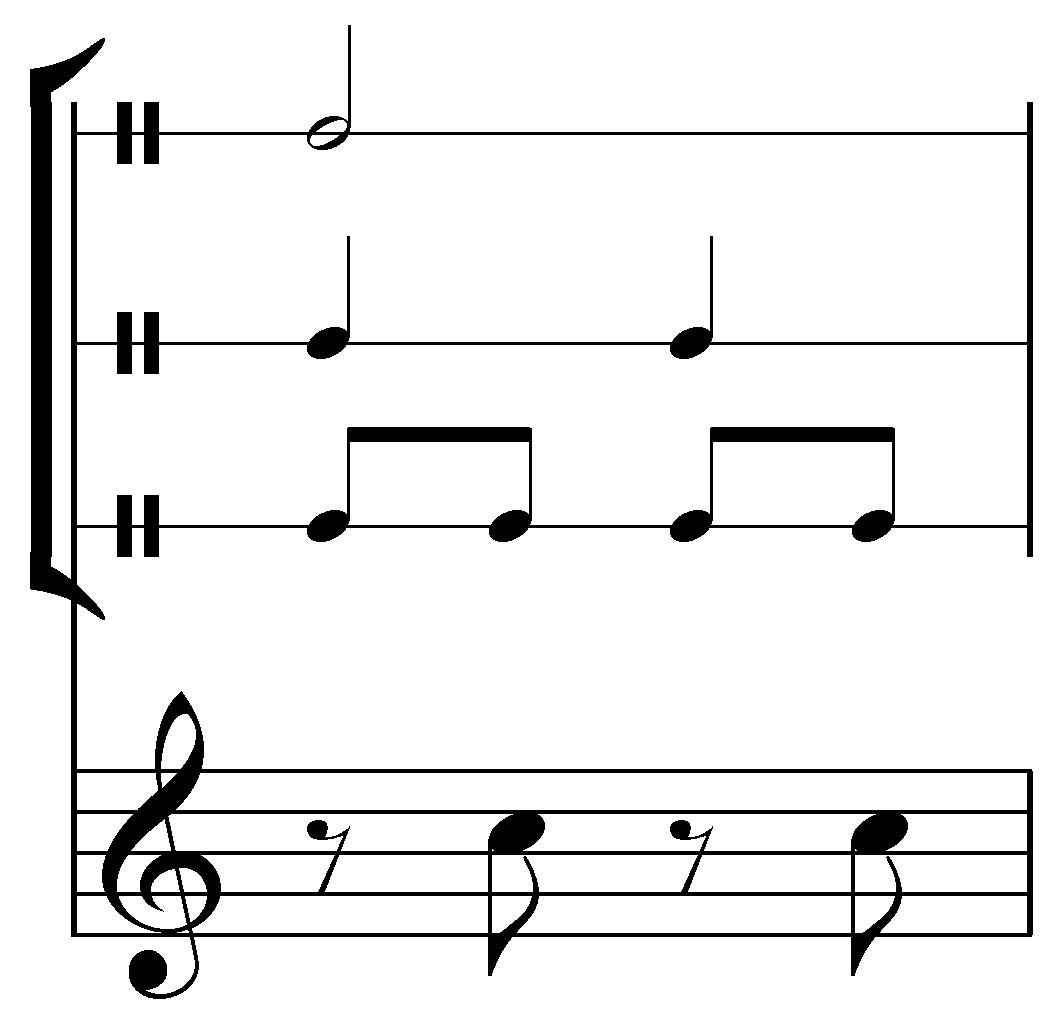
Controtempo

Il controtempo (o contrattempo) è un contrasto ritmico prodotto dall'alternarsi di pausa sul tempo forte e nota sul tempo debole. È un effetto particolare simile alla sincope (non è quindi una sincope).
Nel controtempo il suono inizia sul tempo debole e viene successivamente troncato da un silenzio (pausa musicale). Questo particolare effetto si può avere sia nei tempi semplici che in quelli composti.

## La sincope armonica

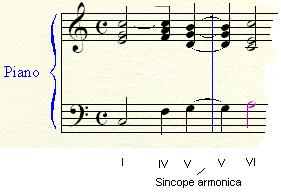
Esempio di sincope armonica

La sincope armonica è un particolare effetto che interessa gli accordi; essa avviene quando vi è il medesimo accordo a cavallo di battuta, o in altri casi in cui gli accordi sono disposti in modo da creare anche sincope ritmica.
La sincope veniva considerata un cattivo effetto dai teorici dell'armonia classica e quindi veniva definita (e viene considerato tuttora nello studio dell'armonia classica) un errore. Tuttavia vi sono vari esempi nella storia della musica in cui appare tale effetto.
C'è un caso particolare in cui non si può parlare di sincope armonica: quando la composizione inizia in arsi (in levare) nella battuta precedente e il medesimo accordo si presenta anche nella tesi (in battere) della battuta successiva non si parla di sincope armonica. Johann Sebastian Bach nei suoi corali ci dà molti esempi di questo incipit.

## La sincope nel jazz
La costruzione ritmica nella musica jazz molto spesso è basata su interi periodi sincopati; qui si può parlare di procedimento sincopato o andamento sincopato.

## Esitazione
La sincope non va confusa con l'esitazione che è una figura diversa. L'esitazione è un attacco ritardato. Si tratta di una tecnica di alterazione melodica o ritmica che cambia una nota che si verifica sul tempo per essere suonata mezzo tempo in ritardo (un attacco ritardato di ottava), un quarto di tempo in ritardo (un attacco ritardato di sedicesima), un terzo di tempo in ritardo (un attacco ritardato di terzina), o un tempo intero in ritardo. È il contrario di un'anticipazione.
Come per le anticipazioni, il risultato è sincopato sebbene, appunto, la natura dell'esitazione è il ritardo.